# Legislative Council of New Zealand

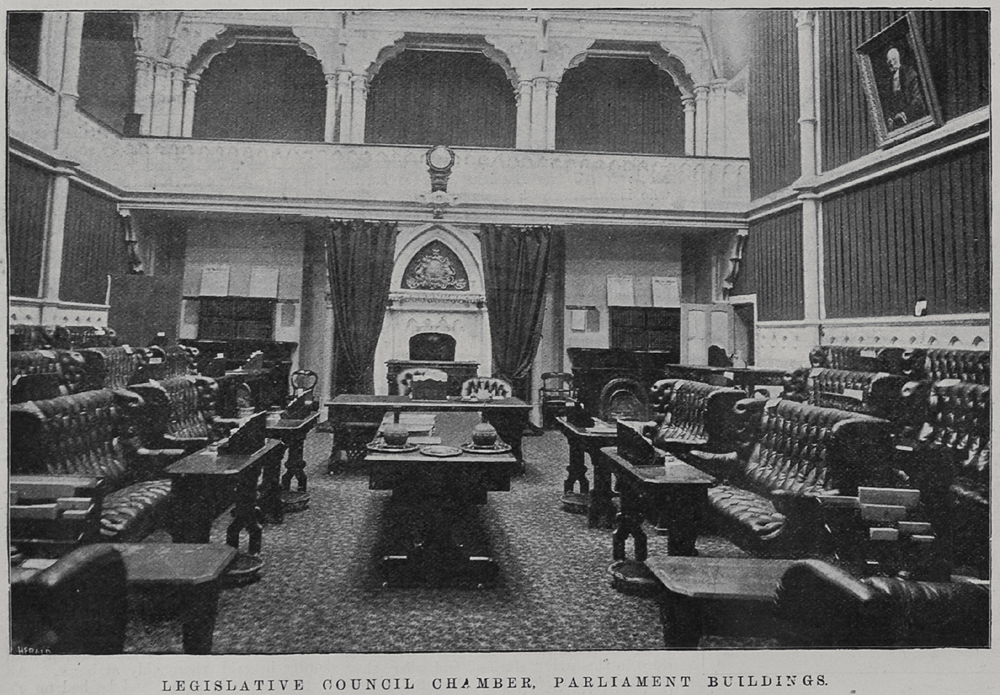
Sitzungssaal des Legislative Council of New Zealand (1899)

Der Legislative Council of New Zealand war von 1853 bis 1951 das Oberhaus des neuseeländischen Parlamentes. Im Gegensatz zum gewählten Unterhaus, dem New Zealand House of Representatives, wurde es ernannt.
Der Legislative Council war als Revisionskammer gedacht, die die vom Repräsentantenhaus verabschiedeten Gesetze prüfen und ändern sollte. Er konnte selbst keine Gesetzesentwürfe einbringen und durfte Money Bills (Gesetze die sich auf die Finanzierung und Ausgaben der Regierung bezogen) nicht ändern. Das Modell für diese Rolle war das House of Lords im Vereinigten Königreich.

## Mitglieder
Der New Zealand Constitution Act 1852 schuf die Rechtsgrundlage für einen Legislative Council, dessen Mitglieder vom Gouverneur auf Lebenszeit ernannt werden. Als die politische Macht des Gouverneurs nach und nach sank, wurde es üblich, dass die Ernennungen auf Empfehlung des Premiers (später Premierministers) erfolgten, was faktisch bedeutete, dass die Mitglieder von der gerade an der Macht befindlichen Regierung ausgewählt wurden.
Da die Ernennung jedoch auf Lebenszeit erfolgte, änderte sich die Machtverteilung im Legislative Council stets erst mit deutlichem zeitlichen Verzug nach Änderungen im Repräsentantenhaus – die Premiers wurden in ihren Handlungen oft von einem von ihren Vorgängern ernannten Legislative Council behindert. 1891 wurde die Amtszeit daher auf 7 Jahre reduziert. Die Motivation der neuen Regierung der Liberal Party unter John Ballance war vielleicht ideologisch, teilweise aber zweifellos politisch: Ballances konservativer Vorgänger Harry Atkinson hatte den Rat kurz vor seinem Amtsausscheiden mit Konservativen gefüllt. Ballance hatte beträchtliche Schwierigkeiten, diese Reform durchzusetzen. Vor allem kam es zu Auseinandersetzungen zwischen Ballance und dem amtierenden Gouverneur. Ballances Sieg kann als wichtiger Präzedenzfall für das Verhältnis zwischen Gouverneur und Premierminister gesehen werden.
Die Struktur des Legislative Council war bis 1891 ähnlich der des Kanadischen Senats, der auch heute ein ernanntes Oberhaus ist, die Mitglieder müssen dort jedoch mit 75 Jahren ihren Rücktritt aus Altersgründen einreichen.
Im Gesetz Constitution Act 1852 wurde die Zahl der Mitglieder auf mindestens zehn festgelegt. Obgleich nicht Teil des Gesetzes, gab es Instruktionen, dass sie fünfzehn nicht überschreiten solle. Ein Mitglied wurde als Speaker of the Legislative Council ernannt, der in seiner Funktion etwa das Gegenstück zum Speaker of the House of Representatives im Unterhaus war. Ein Quorum von fünf Mitgliedern wurde festgelegt. Die ersten dreizehn Ernennungen erfolgten 1853. Nach und nach wurde die maximale Zahl der Mitglieder erhöht und schließlich die Begrenzung ganz abgeschafft. Die Kammer hatte daher bis zu 45 Mitglieder.
Die Sitzverteilung war im Legislative Council weniger repräsentativ für die neuseeländische Bevölkerung als im gewählten Parlament. Frauen konnten (trotz der weltweiten Vorreiterrolle Neuseelands im Frauenwahlrecht) bis 1941 nicht ernannt werden, die erste Frau kam 1946 in den Rat, und nur fünf Frauen wurden insgesamt ernannt. Māori waren etwas besser vertreten – der erste Māori wurde 1872 ernannt und nicht lange nach der Schaffung der Māori Seats im Unterhaus wurde es zur Regel, dass immer auch Māori im Council sitzen sollten.

## Vorschläge für ein gewähltes Oberhaus
Es gab mehrere Vorschläge, die auf eine Wahl der Mitglieder des Legislative Councils hinausliefen. Als Neuseeland zu Beginn des Zweiten Neuseeländischen Parlamentes in die Selbstverwaltung entlassen wurde (Responsible Gouvernement) wurden Gouverneur Thomas Gore Browne ausreichende Befugnisse gegeben, um den Legislative Council wählbar zu machen, es wurden aber keine Schritte in diese Richtung unternommen. 1914 machten die Liberalen einen Gesetzesvorschlag, dass ein aus 42 oder 43 Mitgliedern bestehender Rat für 6 Jahre Verhältniswahl gewählt werden sollte, die Umsetzung verzögerte sich aber wegen des Ersten Weltkrieges. 1920 wurde die Idee von der nun an der Macht befindlichen Reform Party nicht mehr favorisiert. Das Gesetz von 1914 hing jedoch weiterhin wie ein Damoklesschwert, das von jeder nachfolgende Regierung jederzeit genutzt werden konnte, über dem ernannten Council.

## Abschaffung
Mitte des 20. Jahrhunderts wurde der Legislative Council zunehmend als ineffizient angesehen und nahm nur noch wenig Einfluss auf den Gesetzgebungsprozess. Er winkte die vom Parlament verabschiedeten Gesetze meist unverändert durch. Einige befürworteten eine Reform des Oberhauses, andere die Abschaffung, darunter der Führer der National Party, Sidney Holland. Dieser brachte 1947 als Einzelabgeordneter eine Private Member’s Bill mit dem Ziel der Abschaffung des Oberhauses ein.
Das Parlament konnte jedoch den New Zealand Constitution Act 1852 nicht ändern. Dieser war ein Gesetz des Parlaments des Vereinigten Königreiches, nicht Neuseelands, und sah keine Änderung der Teile des Gesetzes durch das Neuseeländische Parlament vor, die den Legislative Council betrafen.
Dazu musst es erst durch Annahme des Statut von Westminster eine vom Vereinigten Königreich unabhängige Legislative schaffen. Dies erfolgte mit dem Statute of Westminster Adoption Act 1947. Danach verabschiedete das Neuseeländische Parlament den New Zealand Constitution Amendment (Request and Consent) Act 1947 und das Britische Parlament den New Zealand Constitution Amendment Act 1947. Diese erlaubten dem Neuseeländischen Parlament, die Verfassung zu ändern und den Legislative Council abzuschaffen. Die Labour-Regierung konnte die Abschaffung jedoch nicht mehr umsetzten, nachdem sie die Wahlen 1949 verloren hatte.
1950 verabschiedete die National Party den Legislative Council Abolition Act. Um das Gesetz durchzubringen, ernannte Premierminister Holland zwanzig als „Suicide squad“ (Selbstmordkommando) bekannte Mitglieder in den Legislative Council, die für ihre eigene Abschaffung stimmen sollten. Unter ihnen waren die früheren Parlamentsmitglieder Harold Dickie und Garnet Mackley. Der Australische Staat Queensland hatte sein Oberhaus 1922 auf gleiche Weise abgeschafft. Um die Kooperation anderer Mitglieder zu gewinnen, versprach Holland, die mit der Abschaffung frei werdenden Mittel zur Versorgung der ausgeschiedenen Mitglieder zu nutzen. Obwohl die Abschaffung als zeitweilige Maßnahme angelegt war, ist die Regierung Neuseelands bis heute ein Einkammersystem.
Zeitweilig gab es ein Statutes Revision Committee, das einen Teil der Prüfungsaufgaben des Legislative Council wahrnehmen sollte.

## Vorschläge zur Wiedereinführung
Verfechter eines Einkammersystems wie der frühere Premierminister Geoffrey Palmer argumentierten, dass ein kleiner und relativ homogener Staat wie Neuseeland nicht die gleichen Einrichtungen brauche wie Bundesstaaten wie Australien oder Kanada, obwohl auch viele kleinere Länder ihre Zweikammersysteme beibehalten haben. Andere politische Reformen wie die Stärkung des Select Committee-Systems (das auf parteiübergreifenden Arbeitsgruppen von Parlamentariern zur Bearbeitung von Sachfragen beruht) und die Einführung der Verhältniswahl für das Parlament sorgen für politische Ausgewogenheit.
Die Unterstützung für ein Zweikammersystem ist jedoch nicht völlig verstummt und gelegentlich wurden im Parlament Vorschläge zur Wiedereinführung eines Oberhauses eingebracht. Ein von Ronald Algie geführtes Komitee für eine Verfassungsreform schlug 1952 einen ernannten Senat vor. Die Regierung von Jim Bolger schlug 1990 ebenfalls einen ernannten Senat vor, teilweise als Alternative zu einer anstehenden Reform des Wahlrechtes in Neuseeland.

## Kammer des Legislative Council
Der Sitzungssaal des Legislative Council, die Legislative Council Chamber wird bis heute für die Thronrede verwendet, da dem Monarchen nach britischer Tradition das Betreten des Unterhauses verboten ist. Der Gentleman Usher of the Black Rod ruft das House of Representatives zur Parlamentseröffnung in der Legislative Council Chamber zusammen. Die Ansprache wird gewöhnlich nicht vom Monarchen selbst, sondern vom Generalgouverneur als dessen Vertreter gehalten.